# Alticonodon
Alticonodon is een geslacht van uitgestorven zoogdieren uit het Laat-Krijt van Noord-Amerika. Het is de geologisch jongste bekende eutriconodont en is een vrij meer gespecialiseerd dier dan eerdere vertegenwoordigers van deze clade.

## Naamgeving
Alticonodon is momenteel een monotypisch geslacht, uitsluitend vertegenwoordigd door de typesoort Alticonodon lindoei, in 1969 benoemd door Richard C. Fox. De geslachtsnaam betekent 'hoge kegeltand'. De soortaanduiding eert de preparateur M.L. Allan Lindoe welke de vindplaats ontdekte.
Het is bekend uit afzettingen van de Milk Riverformatie uit het Vroeg-Campanien van Alberta, Canada. Het holotype is UA 5397, een linkerdentarium met twee kiezen, de laatste en voorlaatste, gevonden bij de Verdigris Coulee. In 1976 werd door Fox nog een losse onderste kies toegewezen.

## Beschrijving
De onderste kiezen van Alticonodon onderscheiden zich door zeer hoge kronen. De lipzijde van de knobbels is sterk afgevlakt. De laatste kies is veel langer dan de voorlaatste waarbij knobbel d overdwars verbreed is en even hoog is als knobbels a, b en c zodat de kies in zijaanzicht vierknobbelig lijkt.

## Fylogenie
Alticonodon is consequent gevonden als een triconodontide, en meer specifiek als een alticonodontine, hoewel de laatste term overbodig kan zijn in relatie tot de rest van Triconodontidae, met Alticonodon als enige bekende taxon.

## Biologie
Vergeleken met eerdere eutriconodonten heeft Alticonodon kiezen die beter gespecialiseerd waren voor het afsnijden. Aangezien eutriconodonten als groep snijdende kiezen hadden vanwege hun carnivore gewoonten, kan worden geconcludeerd dat Alticonodon hypercarnivoor was. Deze ecologische specialisatie kan het gevolg zijn van concurrentie met andere zoogdieren in de regio, zoals de verschillende metatheriërs.

## Ecologie
De Milk Riverformatie is een rijke fossiele omgeving die zowel kust- als terrestrische afzettingen bedekte. Het omvatte een paar dinosauriërsoorten als Saurornitholestes en Acrotholus, evenals een verscheidenheid aan andere gewervelde dieren zoals de krokodilachtige Gilchristosuchus, verschillende schildpadden en vissen.
De zoogdierfauna werd voornamelijk gedomineerd door metatheriërs en multituberculaten, zoals gebruikelijk voor zoogdierfauna's uit het Laat-Krijt, maar een verscheidenheid aan oudere taxa bleef; naast Alticonodon waren er ook de symmetrodont Symmetrodontoides en Potamotelses en picopsiden. Dit waren de laatste niet-therische zoogdieren (behalve de zeer succesvolle multituberculaten) in Noord-Amerika.